# WTA Tallinn
Das WTA Tallinn (offiziell: Tallinn Open) ist ein Tennisturnier der Kategorie WTA 250 der WTA Tour, das in Tallinn erstmals Ende September 2022 ausgetragen wurde.
Spielstätte für das Turnier in Tallinn ist das FORUS Tennis Center.

## Siegerliste

### Einzel
| Jahr               | Siegerin           | Finalgegnerin   | Ergebnis |
| ------------------ | ------------------ | --------------- | -------- |
| ↓ Kategorie: 250 ↓ |                    |                 |          |
| 2022               | Barbora Krejčíková | Anett Kontaveit | 6:2, 6:3 |

### Doppel
| Jahr               | Siegerinnen                           | Finalgegnerinnen                         | Ergebnis         |
| ------------------ | ------------------------------------- | ---------------------------------------- | ---------------- |
| ↓ Kategorie: 250 ↓ |                                       |                                          |                  |
| 2022               | Ljudmyla Kitschenok Nadija Kitschenok | Nicole Melichar-Martinez Laura Siegemund | 7:5, 4:6, [10:7] |